# Diana Thorneycroftová
Diana Thorneycroftová (nepřechýleně Thorneycroft; * 1956, Claresholm, Alberta) je kanadská umělkyně a fotografka se sídlem ve Winnipegu, v provincii Manitoba, jejíž práce byly vystavovány na národní i mezinárodní úrovni. Thorneycroftová pracuje především ve fotografii, kresbě a sochařství / instalaci. Její práce stírá hranice mezi genderovými těly používáním falů.

## Vzdělávání
Diana Thorneycroftová promovala s titulem MFA na Wisconsinské univerzitě v Madisonu v roce 1980 a v roce 1979 s bakalářským titulem v oboru výtvarných umění (s vyznamenáním) na University of Manitoba.

## Vybraná umělecká díla

### Kanaďané a Američané (nejlepší přátelénavždy… je to komplikované)
Série digitálních fotografií Canadians and Americans (best friends forever … it's complicated) neboli Kanaďané a Američané (navždy nejlepší přátelé… je to komplikované) se dívá na ikonické momenty a postavy americké a kanadské historie, aby prozkoumala nevyvážený vztah a dynamiku moci mezi dvěma sousedními zeměmi. Sbírka byla vystavena v Michael Gibson Gallery v Londonu v Ontariu v říjnu 2013.

### Lidová historie
Při pohledu na děsivou historii zločinů a zvěrstev páchaných na zranitelných lidech v Kanadě je A People's History (Lidová historie) sérií fotografií založených na diorámatech vytvořených umělkyní.

### Skupina sedmi trapných okamžiků
Group of Seven Awkward Moments (Skupina sedmi trapných okamžiků) je fotografická série vytvořená v letech 2007 až 2010, která pomocí černého humoru sleduje vliv mytologie kanadské krajiny na vytváření kanadské identity. Série obsahuje historická diorámata, která jsou součástí ikonického kanadského symbolismu spárovaného s pozadím reprodukcí obrazů Skupiny Sedmi (Group of Seven).

### Musí existovat 50 způsobů, jak zabít svého milence
Tato série kreseb There Must Be 50 Ways to Kill Your Lover zkoumá násilí v médiích prostřednictvím chování oblíbených kreslených postaviček.

### Série Canadiana Martyrdom
Série fotografií The Canadiana Martyrdom Series využívá vybavení zobrazující kanadský cestovní ruch, identitu a kulturu k diskusi o podívané na mučednictví a apatii k lidskému utrpení.

## Sbírky
- Agnes Etherington Art Gallery, Kingston, Ontario[10]
- Art Gallery of Alberta, Edmonton, Alberta[11]
- Galerie umění jihozápadní Manitoby, Brandon, Manitoba[12]
- Art Gallery of Nova Scotia, Halifax, Nova Scotia[13]
- Bank of Montreal
- Beaverbrook Art Gallery, Fredericton, New Brunswick[14]
- Canada Council Art Bank, Ottawa, Ontario
- Kanadské muzeum civilizace, Ottawa, Ontario
- Město Ottawa, Ottawa, Ontario
- Fotomuzeum Winterthur, Winterthur, Švýcarsko
- Galerie One One One, University of Manitoba, Winnipeg, Manitoba
- Lerners LLP, Londýn, Ontario
- McMichael Canadian Art Collection, Kleinburg, Ontario
- Mackenzie Art Gallery, Regina, Saskatchewan
- Manitoba Printmakers Association, Winnipeg, Manitoba
- Manitoba Arts Council Art Bank, Brandon, Manitoba
- Martha McCarthy & Company, Toronto, Ontario
- Kanadská národní galerie, Ottawa, Ontario
- Royal Bank of Canada
- Rosizo, Ministerstvo kultury Ruské federace, Státní muzeum a výstavní centrum, Moskva, Rusko
- The Donovan Collection, St. Michael's College, University of Toronto, Toronto, Ontario
- Nickel Arts Museum, Calgary, Alberta
- Toronto Photographers Workshop, Toronto, Ontario
- TD Bank Group
- Vancouverská umělecká galerie, Vancouver, Britská Kolumbie
- University of Winnipeg, Winnipeg, Manitoba
- Winnipeg Art Gallery, Winnipeg, Manitoba

## Ocenění
V roce 2012 získala Thorneycroftová hlavní umělecký grant Manitoba Arts Council a grant pro samostatného umělce od Winnipeg Arts Council.
V roce 2016 získala Thorneycroftová ocenění Manitoba Arts Award of Distinction od Manitoba Arts Council. Jako výherkyně obdržela 30 000 dolarů a nejvyšší ocenění rady pro vynikajícího umělce z Manitoby s „dlouhodobými úspěchy“.